# Ixcatepec (kommun)
Ixcatepec är en kommun i Mexiko.   Den ligger i delstaten Veracruz, i den sydöstra delen av landet, 230 km nordost om huvudstaden Mexico City.
Följande samhällen finns i Ixcatepec:
- Ixcatepec
- El Rincón
- Xocotitla
- El Mezquite
- Chilacaco
- El Volador
- La Guásima
- Huacholula
- Placetas
- Ejido Ixcatepec
- Tlaqueztla
- Cedral
- Las Chacas
- Coyol Seco
- La Avanzada
- La Peña
- Huautla
- Contreras
- Florijomel
- Laurel